# Droits de l'homme aux Comores
Historiquement, les Comores ont un bilan relativement médiocre en matière de droits de l'homme. Au début de 1979, les autorités comoriennes arrêtent quelque 300 partisans du régime de Soilih et les emprisonnent sans jugement à Moroni. Quatre des anciens ministres de Soilih ont également disparu. Au cours des deux années suivantes, il y a d'autres arrestations, fusillades et disparitions. Sous la pression de la France, certains procès ont lieu mais de nombreux Comoriens restent prisonniers politiques, malgré les protestations d'Amnesty International et d'autres organisations humanitaires. Le régime d'Abdallah a également restreint la liberté d'expression, de presse, d'association, le droit des citoyens de changer de gouvernement, les droits des femmes et les droits des travailleurs. Après la mort d'Abdallah le 27 novembre 1989, le bilan du pays en matière de droits humains s'est amélioré. Les mercenaires européens qui dirigent l'île n'ordonnent que quelques arrestations et libèrent presque tous les prisonniers politiques qui ont été détenus après les tentatives de coup d'État de 1985 et 1987.
Cette tendance se poursuit jusqu'en mars 1990, date à laquelle Saïd Mohamed Djohar devient président des Comores. L'opposition à son régime donne lieu à des pratiques douteuses en matière de droits humains. Par exemple, après une tentative de coup d'État infructueuse les 18 et 19 août 1990, les autorités détiennent vingt-quatre personnes sans procès en relation avec le soulèvement. En octobre 1990, les forces de sécurité tuent Max Veillard, le chef des conspirateurs. L'année suivante, après l'échec des efforts pour le destituer de la présidence pour négligence, Djohar ordonne l'arrestation de plusieurs juges de la Cour suprême et déclare l'état d'urgence. Une autre tentative de putsch ratée le 26 septembre 1992 pousse les autorités à arrêter plus d'une vingtaine de personnes, dont l'ancien ministre de l'Intérieur Omar Tamou. La police a détenu ces détenus au secret et aurait torturé certains d'entre eux. L'Association comorienne des droits de l'homme a également accusé le régime de Djohar d'avoir exécuté de manière extrajudiciaire des individus soupçonnés de soutenir des groupes armés d'opposition. À la fin de 1993, des groupes comme Amnesty International ont continué à surveiller la situation des droits de l'homme aux Comores et à dénoncer le régime de Djohar.

## Situation historique
Le tableau suivant montre les notes des Comores depuis 1975 dans les rapports de Freedom in the World, publiés chaque année par Freedom House. Une note de 1 correspond à « libre » ; tandis qu'une note de 7 correspond à « non libre ».
| \| Année \| Droits civiques \| Libertés publiques \| Statut \| Président[2] \| \| 1975 \| 5 \| 2 \| Partiellement libre \| Ahmed Abdallah Abderamane \| \| 1976 \| 5 \| 3 \| Partiellement libre \| Saïd Mohamed Jaffar \| \| 1977 \| 4 \| 4 \| Partiellement libre \| Ali Soilih \| \| 1978 \| 5 \| 4 \| Partiellement libre \| Ali Soilih \| \| 1979 \| 4 \| 5 \| Partiellement libre \| Ahmed Abdallah \| \| 1980 \| 4 \| 5 \| Partiellement libre \| Ahmed Abdallah \| \| 1981 \| 4 \| 5 \| Partiellement libre \| Ahmed Abdallah \| \| 1982[3] \| 4 \| 5 \| Partiellement libre \| Ahmed Abdallah \| \| 1983 \| 4 \| 4 \| Partiellement libre \| Ahmed Abdallah \| \| 1984 \| 5 \| 5 \| Partiellement libre \| Ahmed Abdallah \| \| 1985 \| 6 \| 6 \| Non libre \| Ahmed Abdallah \| \| 1986 \| 6 \| 6 \| Non libre \| Ahmed Abdallah \| \| 1987 \| 6 \| 6 \| Non libre \| Ahmed Abdallah \| \| 1988 \| 6 \| 6 \| Non libre \| Ahmed Abdallah \| \| 1989 \| 6 \| 5 \| Non libre \| Ahmed Abdallah \| \| 1990 \| 5 \| 5 \| Partiellement libre \| Said Mohamed Djohar \| \| 1991 \| 4 \| 3 \| Partiellement libre \| Said Mohamed Djohar \| \| 1992 \| 4 \| 2 \| Partiellement libre \| Said Mohamed Djohar \| \| 1993 \| 4 \| 4 \| Partiellement libre \| Said Mohamed Djohar \| \| 1994 \| 4 \| 4 \| Partiellement libre \| Said Mohamed Djohar \| \| 1995 \| 4 \| 4 \| Partiellement libre \| Said Mohamed Djohar \| \| 1996 \| 4 \| 4 \| Partiellement libre \| Caabi El-Yachroutu Mohamed \| \| 1997 \| 5 \| 4 \| Partiellement libre \| Mohamed Taki Abdoulkarim \| \| 1998 \| 5 \| 4 \| Partiellement libre \| Mohamed Taki Abdoulkarim \| \| 1999 \| 6 \| 4 \| Partiellement libre \| Tadjidine Ben Said Massounde \| \| 2000 \| 6 \| 4 \| Partiellement libre \| Azali Assoumani \| \| 2001 \| 6 \| 4 \| Partiellement libre \| Azali Assoumani \| \| 2002 \| 5 \| 4 \| Partiellement libre \| Azali Assoumani \| \| 2003 \| 5 \| 4 \| Partiellement libre \| Azali Assoumani \| \| 2004 \| 4 \| 4 \| Partiellement libre \| Azali Assoumani \| \| 2005 \| 4 \| 4 \| Partiellement libre \| Azali Assoumani \| \| 2006 \| 3 \| 4 \| Partiellement libre \| Azali Assoumani \| \| 2007 \| 4 \| 4 \| Partiellement libre \| Ahmed Abdallah Mohamed Sambi \| \| 2008 \| 3 \| 4 \| Partiellement libre \| Ahmed Abdallah Mohamed Sambi \| \| 2009 \| 3 \| 4 \| Partiellement libre \| Ahmed Abdallah Mohamed Sambi \| \| 2010 \| 3 \| 4 \| Partiellement libre \| Ahmed Abdallah Mohamed Sambi \| \| 2011 \| 3 \| 4 \| Partiellement libre \| Ahmed Abdallah Mohamed Sambi \| |                 |                    |                     |                              |
| Année | Droits civiques | Libertés publiques | Statut              | Président                    |
| 1975 | 5               | 2                  | Partiellement libre | Ahmed Abdallah Abderamane    |
| 1976 | 5               | 3                  | Partiellement libre | Saïd Mohamed Jaffar          |
| 1977 | 4               | 4                  | Partiellement libre | Ali Soilih                   |
| 1978 | 5               | 4                  | Partiellement libre | Ali Soilih                   |
| 1979 | 4               | 5                  | Partiellement libre | Ahmed Abdallah               |
| 1980 | 4               | 5                  | Partiellement libre | Ahmed Abdallah               |
| 1981 | 4               | 5                  | Partiellement libre | Ahmed Abdallah               |
| 1982 | 4               | 5                  | Partiellement libre | Ahmed Abdallah               |
| 1983 | 4               | 4                  | Partiellement libre | Ahmed Abdallah               |
| 1984 | 5               | 5                  | Partiellement libre | Ahmed Abdallah               |
| 1985 | 6               | 6                  | Non libre           | Ahmed Abdallah               |
| 1986 | 6               | 6                  | Non libre           | Ahmed Abdallah               |
| 1987 | 6               | 6                  | Non libre           | Ahmed Abdallah               |
| 1988 | 6               | 6                  | Non libre           | Ahmed Abdallah               |
| 1989 | 6               | 5                  | Non libre           | Ahmed Abdallah               |
| 1990 | 5               | 5                  | Partiellement libre | Said Mohamed Djohar          |
| 1991 | 4               | 3                  | Partiellement libre | Said Mohamed Djohar          |
| 1992 | 4               | 2                  | Partiellement libre | Said Mohamed Djohar          |
| 1993 | 4               | 4                  | Partiellement libre | Said Mohamed Djohar          |
| 1994 | 4               | 4                  | Partiellement libre | Said Mohamed Djohar          |
| 1995 | 4               | 4                  | Partiellement libre | Said Mohamed Djohar          |
| 1996 | 4               | 4                  | Partiellement libre | Caabi El-Yachroutu Mohamed   |
| 1997 | 5               | 4                  | Partiellement libre | Mohamed Taki Abdoulkarim     |
| 1998 | 5               | 4                  | Partiellement libre | Mohamed Taki Abdoulkarim     |
| 1999 | 6               | 4                  | Partiellement libre | Tadjidine Ben Said Massounde |
| 2000 | 6               | 4                  | Partiellement libre | Azali Assoumani              |
| 2001 | 6               | 4                  | Partiellement libre | Azali Assoumani              |
| 2002 | 5               | 4                  | Partiellement libre | Azali Assoumani              |
| 2003 | 5               | 4                  | Partiellement libre | Azali Assoumani              |
| 2004 | 4               | 4                  | Partiellement libre | Azali Assoumani              |
| 2005 | 4               | 4                  | Partiellement libre | Azali Assoumani              |
| 2006 | 3               | 4                  | Partiellement libre | Azali Assoumani              |
| 2007 | 4               | 4                  | Partiellement libre | Ahmed Abdallah Mohamed Sambi |
| 2008 | 3               | 4                  | Partiellement libre | Ahmed Abdallah Mohamed Sambi |
| 2009 | 3               | 4                  | Partiellement libre | Ahmed Abdallah Mohamed Sambi |
| 2010 | 3               | 4                  | Partiellement libre | Ahmed Abdallah Mohamed Sambi |
| 2011 | 3               | 4                  | Partiellement libre | Ahmed Abdallah Mohamed Sambi |

## Traités internationaux
Les positions des Comores sur les traités internationaux relatifs aux droits de l'homme sont les suivantes :
| \| Traité \| Organisation \| Introduit \| Signé \| Ratifié \| \| Convention pour la prévention et la répression du crime de génocide[4] \| Nations unies \| 1948 \| - \| 2004 \| \| Convention internationale sur l'élimination de toutes les formes de discrimination raciale[5] \| Nations unies \| 1966 \| 2000 \| 2004 \| \| Pacte international relatif aux droits économiques, sociaux et culturels[6] \| Nations unies \| 1966 \| 2008 \| - \| \| Pacte international relatif aux droits civils et politiques[7] \| Nations unies \| 1966 \| 2008 \| - \| \| Premier protocole facultatif au Pacte international relatif aux droits civils et politiques[8] \| Nations unies \| 1966 \| - \| - \| \| Convention sur l'imprescriptibilité des crimes de guerre et des crimes contre l'humanité[9] \| Nations unies \| 1968 \| - \| - \| \| Convention sur l'apartheid[10] \| Nations unies \| 1973 \| - \| - \| \| Convention sur l'élimination de toutes les formes de discrimination à l'égard des femmes[11] \| Nations unies \| 1979 \| - \| 1994 \| \| Convention contre la torture et autres peines ou traitements cruels, inhumains ou dégradants[12] \| Nations unies \| 1984 \| 2000 \| - \| \| Convention relative aux droits de l'enfant[13] \| Nations unies \| 1989 \| 1990 \| 1993 \| \| Deuxième protocole facultatif se rapportant au Pacte international relatif aux droits civils et politiques, visant à abolir la peine de mort[14] \| Nations unies \| 1989 \| - \| - \| \| Convention internationale sur la protection des droits de tous les travailleurs migrants et des membres de leur famille[15] \| Nations unies \| 1990 \| 2000 \| - \| \| Protocole facultatif à la Convention sur l'élimination de toutes les formes de discrimination à l'égard des femmes[16] \| Nations unies \| 1999 \| - \| - \| \| Protocole facultatif à la Convention relative aux droits de l'enfant concernant l'implication d'enfants dans les conflits armés[17] \| Nations unies \| 2000 \| - \| - \| \| Protocole facultatif sur la vente d'enfants, la prostitution des enfants et la pornographie mettant en scène des enfants[18] \| Nations unies \| 2000 \| - \| 2007 \| \| Convention relative aux droits des personnes handicapées[19] \| Nations unies \| 2006 \| - \| - \| \| Protocole facultatif à la Convention relative aux droits des personnes handicapées[20] \| Nations unies \| 2006 \| - \| - \| \| Convention internationale pour la protection de toutes les personnes contre les disparitions forcées[21] \| Nations unies \| 2006 \| 2007 \| - \| \| Protocole facultatif au Pacte international relatif aux droits économiques, sociaux et culturels[22] \| Nations unies \| 2008 \| - \| - \| \| Protocole facultatif à la Convention relative aux droits de l'enfant sur une procédure de communication[23] \| Nations unies \| 2011 \| - \| - \| |               |           |       |         |
| Traité | Organisation  | Introduit | Signé | Ratifié |
| Convention pour la prévention et la répression du crime de génocide | Nations unies | 1948      | -     | 2004    |
| Convention internationale sur l'élimination de toutes les formes de discrimination raciale | Nations unies | 1966      | 2000  | 2004    |
| Pacte international relatif aux droits économiques, sociaux et culturels | Nations unies | 1966      | 2008  | -       |
| Pacte international relatif aux droits civils et politiques | Nations unies | 1966      | 2008  | -       |
| Premier protocole facultatif au Pacte international relatif aux droits civils et politiques | Nations unies | 1966      | -     | -       |
| Convention sur l'imprescriptibilité des crimes de guerre et des crimes contre l'humanité | Nations unies | 1968      | -     | -       |
| Convention sur l'apartheid | Nations unies | 1973      | -     | -       |
| Convention sur l'élimination de toutes les formes de discrimination à l'égard des femmes | Nations unies | 1979      | -     | 1994    |
| Convention contre la torture et autres peines ou traitements cruels, inhumains ou dégradants | Nations unies | 1984      | 2000  | -       |
| Convention relative aux droits de l'enfant | Nations unies | 1989      | 1990  | 1993    |
| Deuxième protocole facultatif se rapportant au Pacte international relatif aux droits civils et politiques, visant à abolir la peine de mort | Nations unies | 1989      | -     | -       |
| Convention internationale sur la protection des droits de tous les travailleurs migrants et des membres de leur famille | Nations unies | 1990      | 2000  | -       |
| Protocole facultatif à la Convention sur l'élimination de toutes les formes de discrimination à l'égard des femmes | Nations unies | 1999      | -     | -       |
| Protocole facultatif à la Convention relative aux droits de l'enfant concernant l'implication d'enfants dans les conflits armés | Nations unies | 2000      | -     | -       |
| Protocole facultatif sur la vente d'enfants, la prostitution des enfants et la pornographie mettant en scène des enfants | Nations unies | 2000      | -     | 2007    |
| Convention relative aux droits des personnes handicapées | Nations unies | 2006      | -     | -       |
| Protocole facultatif à la Convention relative aux droits des personnes handicapées | Nations unies | 2006      | -     | -       |
| Convention internationale pour la protection de toutes les personnes contre les disparitions forcées | Nations unies | 2006      | 2007  | -       |
| Protocole facultatif au Pacte international relatif aux droits économiques, sociaux et culturels | Nations unies | 2008      | -     | -       |
| Protocole facultatif à la Convention relative aux droits de l'enfant sur une procédure de communication | Nations unies | 2011      | -     | -       |